# José de Alcalá
José (de) Alcalá (¿? - ¿Berlanga?, 29 de octubre de 1677; fl. 1645-1665) fue un compositor y maestro de capilla español.

## Vida
Se desconoce la fecha de nacimiento y el origen de José de Alcalá. El musicólogo Jesús María Muneta lo sitúa como infante de coro de la Catedral de Teruel el 3 de febrero de 1645, lo que abre la posibilidad de que fuera originario de la diócesis de Teruel.
Resituto Navarro habla de que fue maestro de capilla de la Catedral de Orihuela. Pero el hecho contradice otras informaciones sobre maestros de capilla de Orihuela que dan la siguiente secuencia: Luis Julián (1638-1648), Sebastián Guevara (1649-1650) y Jerónimo Comes (1651-1676), por lo que parece poco probable que Alcalá ocupase el magisterio de Orihuela por un tiempo significativo o en absoluto. Es posible que se trate del mismo maestro de capilla Jusepe Alcalá de la Catedral de Barbastro.
Tras la partida de Sebastián Alfonso de Cuenca para ocupar el magisterio de la Catedral de Zaragoza, el cargo correspondiente en la Catedral de Cuenca quedó vacante. El 1 de noviembre de 1656 Alcalá tomó posesión del magisterio conquense, en el que permanecería hasta 19 de octubre de 1663. Parece ser que el cabildo aprovechó un permiso del maestro para visitar a su madre para despedirlo y traspasar las obligaciones de forma interina al organista mayor, Francisco Saiz. Durante su estancia en Cuenca, el cabildo de la Catedral de Burgos consideró su candidatura para el magisterio en julio de 1662.
Entre el 22 de diciembre de 1662 y el 13 de abril de 1663, José Hinojosa dejó el magisterio de la Catedral de Teruel para retomar el mismo cargo en el Real Colegio Seminario del Corpus Christi de Valencia. El cabildo turolense decidió elegir el 31 de agosto de 1663 entre los compositores Monserrate, Monchíu, Alcalá y Barrachina (distinto de Clemente Barrachina, que era un niño en ese momento): 34  al sucesor de Hinojosa. Finalmente se decidió por «Joseph Alcalá» y se le ordenó que se presentase en Teruel para Todos Santos. En Teruel, Alcalá fue maestro de Clemente Barrachina, que posteriormente se convertiría en maestro de capilla de la Catedral de Albarracín.
El magisterio transcurrió inicialmente sin incidentes, pero en febrero de 1664 se discutió que «[...] viendo las mensas de la fabrica y Pobo muy cargadas como están; si se procuraría aliviarlas dispidiendo la Capilla y que estubiera la iglesia un poco de tiempo sin ella hasta que se desempeñasse [...]». Finalmente se decidió no solo no despedir a la capilla de música, sino buscar las voces que faltaban. En 1666 se plantearon los mismos problemas: falta de dinero y propuesta de disolver la capilla de música. Parece ser que se buscó otra solución, posiblemente el pago de parte de los sueldos con trigo. En agosto de 1668 se menciona la entrega de 50 cántaros de vino al maestro de capilla Jospeh Alcalá en el reparto a los dignatarios de la catedral. Era la primera vez que aparecía este reparto de vino en las actas, realizada quizás por los problemas de liquidez del cabildo.
En octubre de 1668 el cabildo establece su capacidad sancionadora de los músicos y el 28 de junio de 1669 se aplica por primera vez al maestro Alcalá: «[p]ropusose que el Maestro de Capilla Mosén Joseph Alcalá no enseñaua a los infantillos musica ni cosa alguna, ni que en seis años ha sacado ninguno que valiera para cantar unos versos con que lo despidio el cabildo a toda costa para siempre». Parece que el maestro fue efectivamente despedido, ya que el 12 de julio el cabildo buscaba quien enseñase a los infantes «por no haber Maestro de Capilla». Una semana más tarde el maestro Alcalá suplicaba al cabildo que lo volviese a admitir. El cabildo, estando muchos capitulares ausentes, readmitió al maestro con su salario anterior y se acordó que no pudieran despedirlo de nuevo si no era con cedula et nemine discrepante. El 16 de agosto, en un cabildo ordinario, se anuló la resolución anterior y se impuso «perpetuo silencio» a Alcalá sobre la pretensión del magisterio. Tras una protesta de Alcalá, el caso acabó ante el Justicia de Aragón, que sentenció a favor del maestro: «que a dicho Joseph Alcalá no se le veje ni se le estorve en manera alguna el gozar del uso y posesión del magisterio de capilla». Pero la disputa no se solucionó definitivamente hasta que el obispo de Teruel, Diego Chueca, sentenció en 1669 que «por via de paz y amigable composición declarando que pro nunc se quede el maestro de capilla en la iglesia renunciando y apartándose dicho maestro de la perpetuación». De esta forma, Alcalá renunciaba a sus agravios y el cabildo readmitía al maestro.
En 1671 seguían los problemas económicos del cabildo y se propuso de nuevo disolver la capilla de música para ahorrar en los gastos. La propuesta se rechazó de nuevo. Finalmente Alcalá se despidió de Teruel el 24 de mayo de 1675 para dirigirse a Berlanga —quizás Berlanga de Duero, que poseía una importante Colegiata con capilla de música, aunque el musicólogo José Martínez Gil no cree que fuese el caso, ya que habría tenido que renunciar al beneficio turolense, cosa que no hizo.
No hay más noticias de José Alcalá hasta que llegan las noticias de su fallecimiento el 27 de octubre de 1677 a Teruel.

## Obra
En la Catedral de Albarracín se conserva un motete a ocho voces de Alcalá titulado Dilexi quoiam, compuesta para las exequias de Felipe IV. No consta que el maestro dejase  música en la Catedral de Teruel. Además, hay noticias de la existencia de dos romances a la Purísima y un villancico de Navidad, además de un Oficio de difuntos.